# Armagomphus armiger
Armagomphus armiger là loài chuồn chuồn trong họ Gomphidae. Loài này được Tillyard mô tả khoa học đầu tiên năm 1919.